# Saint-Jean-de-Cherbourg
Pour les articles homonymes, voir Saint-Jean et Cherbourg (homonymie).
Saint-Jean-de-Cherbourg est une municipalité de paroisse de la province de Québec, au Canada, située dans la municipalité régionale de comté de La Matanie, au Bas-Saint-Laurent. Au niveau du tourisme, Saint-Jean-de-Cherbourg fait partie de la région touristique de la Gaspésie.

## Toponymie

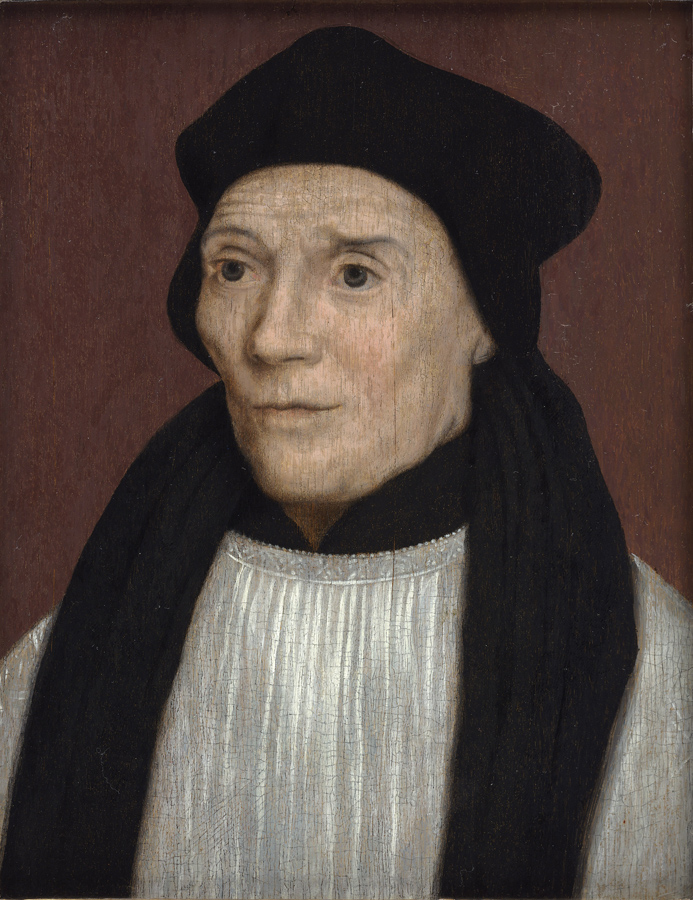
Saint John Fisher

Le choix de cette dénomination, rend hommage à saint John Fisher (vers 1469-1535), théologien anglais qui mourut décapité par suite de son opposition au roi Henri VIII qui désirait divorcer d'avec Catherine d'Aragon.
Le nom de Cherbourg renvoie à la ville et au port de Cherbourg en Normandie (prononcé localement « Tchilborc »), toponyme anglo-scandinave, composé du vieil anglais burgh, qui est l'origine essentielle du terme français bourg, issu du normand. Le premier élément est le vieil anglais ċiriċe signifiant « église » (moderne church) ou le vieux norrois « kjarr "marais »,  que l'on retrouve dans les toponymes normands Villequier et Orcher, correspondant du lieu anglais Ellerker (Yorkshire).[réf. nécessaire]

## Histoire
Les premiers colons arrivent dans les années 1930, Saint-Jean-de-Cherbourg est ouvert comme mission catholique en 1937. Une première chapelle est construite en 1938 et abandonnée en 1947. La commission scolaire de Saint-Jean-de-Cherbourg est formée le 26 octobre 1940. Une caisse populaire ouvre ses portes en juillet 1943, elle desservira la population jusqu'en avril 1969. L'érection canonique de la paroisse catholique a lieu le 6 novembre 1947. Une église est construite en 1952, elle remplace la salle paroissiale qui servait de chapelle provisoire depuis l'abandon de la première chapelle en 1947.  
L'église, fortement détériorée par le temps, est désaffectée en 1986 et est démolie en 1989 à la suite de la découverte de fissures dans les fondations du lieu de culte qui menace la structure de s'écrouler. L'école primaire Albert-Morin a fermé ses portes en juin 2009. La paroisse catholique est dissoute le 7 décembre 2015 et son territoire est annexée à la paroisse voisine de Saint-Adelme.

## Géographie

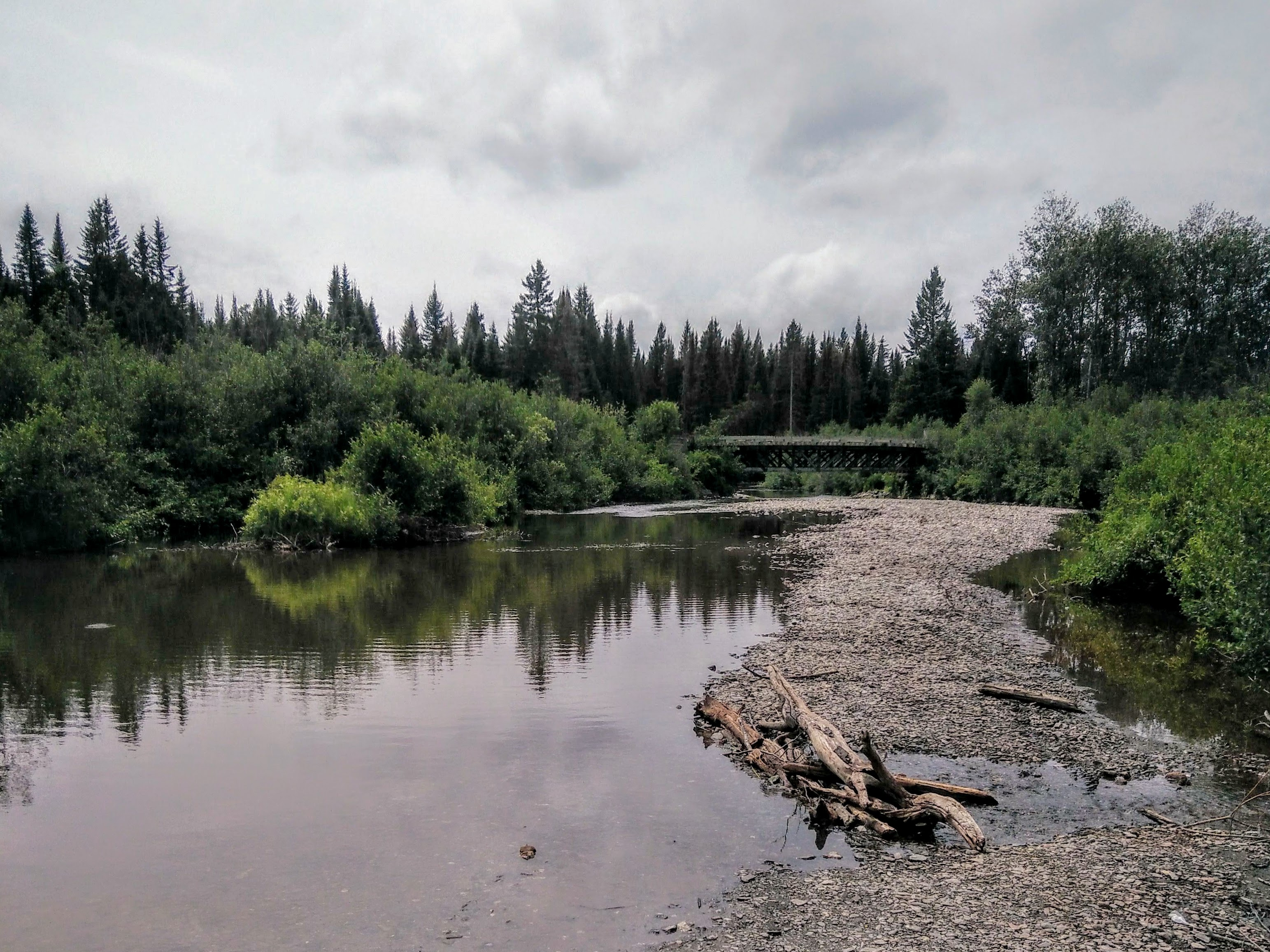
Petite rivière Matane à Saint-Jean-de-Cherbourg

La Petite rivière Matane traverse le sud de la municipalité du sud-est vers le nord-ouest.

### Hameau
- Cherbourg-Ouest

## Démographie
| 1956  | 1961 | 1966 | 1971 | 1976 | 1981 | 1986 |
| ----- | ---- | ---- | ---- | ---- | ---- | ---- |
| 1 167 | 909  | 629  | 471  | 252  | 227  | 219  |

| 1991 | 1996 | 2001 | 2006 | 2011 | 2016 | 2021 |
| ---- | ---- | ---- | ---- | ---- | ---- | ---- |
| 230  | 239  | 201  | 218  | 193  | 165  | 163  |

## Administration
Le conseil municipal de Saint-Jean-de-Cherbourg est composé d'un maire et de six conseillers qui sont élus en bloc à tous les quatre ans sans division territoriale.
| Saint-Jean-de-Cherbourg Maires depuis 2001                                                                           |                              |                                   |          |
| Élection | Maire                        | Qualité                           | Résultat |
| 2001 | Alcide Prévèreau             |                                   | Voir     |
| 2005 | Alcide Prévèreau             | Voir                              |          |
| 2007 | Jocelyn Bergeron             |                                   | Voir     |
| 2009 | Jocelyn Bergeron             | Voir                              |          |
| 2013 | Jocelyn Bergeron             | Voir                              |          |
| 2017 | Conseiller maire intérimaire |                                   | n/a      |
| 2017 | Francine Ouellet Leclerc     |                                   | Voir     |
| 2021 | Francine Ouellet Leclerc     | Voir                              |          |
| janv. 2023 | Jocelyn Bergeron             | Maire suppléant (janv.-déc. 2023) | Voir     |
| Élection partielle en italique Depuis 2005, les élections sont simultanées dans toutes les municipalités québécoises |                              |                                   |          |